# The Voca People
The Voca People és un grup musical i teatre israelià de relleu internacional, que combina cant a cappella i beatboxing que, sense l'acompanyament d'instruments musicals, reprodueix els sons d'una orquestra. La seva campanya de màrqueting dels caracteritzar com a éssers originaris del planeta Voca, situat en algun lloc darrere del Sol, i on la comunicació es basa en expressions musicals i vocals, que van arribar al planeta Terra a causa que el seu combustible -l'energia musical- se'ls va acabar. El seu lema és: "La vida és música i la música és vida." Es presenten amb vestit blanc, calçat blanc, guants blancs i gorres blanc, amb maquillatge facial blanc i els llavis pintats de vermell o negre. No parlen, només produeixen sons. Interactuen amb el públic baixant de l'escenari o bé convidant a alguns dels espectadors a pujar.
La idea de crear un grup d'aquestes característiques va ser de Lior Kalfo i Shai Fishman. Va ser llançat a l'abril de 2009 a YouTube i en només quatre mesos el van veure més de 5.000.000 de persones.
A Itàlia el grup es va fer famós a través d'un comercial de televisió per als caramels Tic Tac i una sèrie d'aparicions en televisió; també van participar en un comercial de Danone a Israel. La seva primera aparició en un programa de televisió va ser en «Ale i Franz Show», el 28 de setembre de 2009. Més tard va aparèixer també en els programes Domenica In i Factor X-4. S'han presentat al Brasil, Mèxic, Israel, Portugal, França, Canadà, Bèlgica, Alemanya, Suïssa, Itàlia, Països Baixos, Espanya (2011 i 2014) i també a Costa Rica i a Xile, al juny i juliol del 2013, respectivament.
El seu repertori és variat, interpreten temes com Tutti Frutti, de Little Richard; Billie Jean, de Michael Jackson; I Like to Move It, de Reel 2 Real; Amè, d'Era; Mr. Sandman, de The Chordettes; I Get Around, de The Beach Boys; Smells Like Teen Spirit, de Nirvana, i Cotton Eye Joe, de Rednex, entre d'altres.